# Craspedodon lonzeensis
Il craspedodonte (Craspedodon lonzeensis) è un dinosauro erbivoro, forse appartenente ai ceratopsi, o dinosauri cornuti. Visse nel Cretaceo superiore (Santoniano, circa 90 milioni di anni fa) e i suoi resti fossili sono stati ritrovati in Belgio. 

## Classificazione
Descritto per la prima volta dal paleontologo belga Louis Dollo nel 1883, questo dinosauro è noto solo attraverso alcuni denti fossili, descritti inizialmente come simili a quelli di Iguanodon. Craspedodon venne quindi considerato per lungo tempo un erbivoro semibipede appartenente agli ornitopodi. Un successivo riesame dei resti ha permesso di notare che i denti appartennero probabilmente a un rappresentante dei ceratopsi, un gruppo di dinosauri quadrupedi dalla corporatura massiccia e dalla testa dotata di corna. Craspedodon potrebbe quindi essere stato il primo ceratopo noto in Europa. Successivamente (2010) è stato descritto un altro ceratopo europeo, Ajkaceratops.

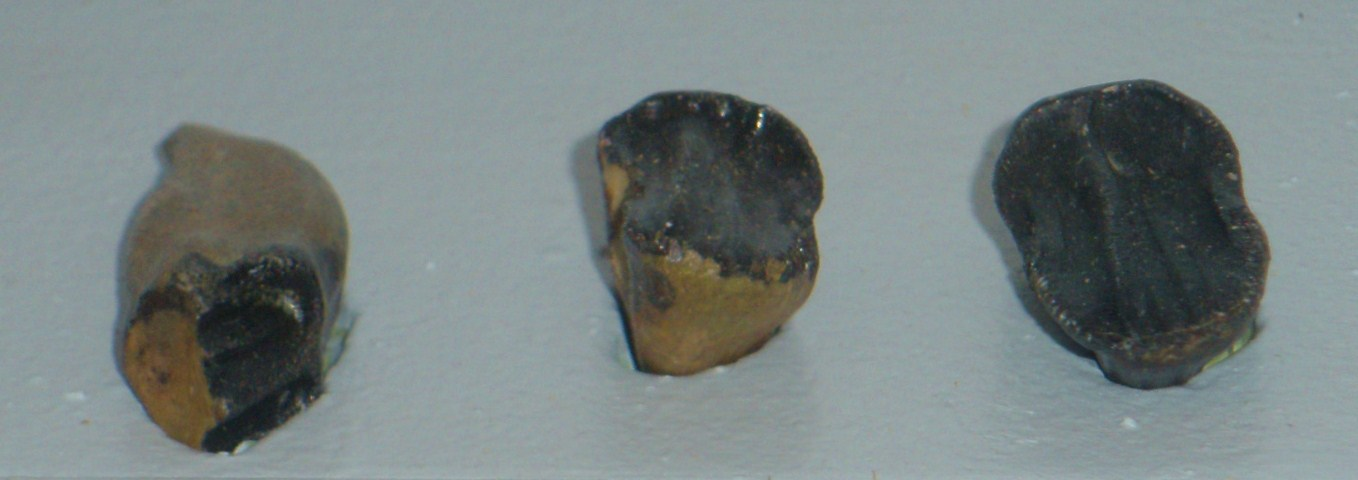
Denti di Craspedodon conservati al Museo di Storia Naturale di Bruxelles